# Ed Musick

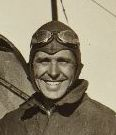
piloto de avião Musick

Edwin C. Musick (? 1894, St. Louis, Missouri – 11 de Janeiro de 1938, Pago Pago, Samoa Americana) foi um piloto norte-americano que ajudou a escrever parte da história da aviação nos Estados Unidos. Devido sua grande popularidade, em sua época os pilotos eram tratados como celebridades, Musick tornou-se um dos mais amados pilotos comerciais da história norte-americana, fato comprovado pela ocasião em que foi capa de revistas do porte da Time e a Life. Um de seus grandes feitos foi a realização do primeiro voo transpacífico comercial de forma oficial em 1935. Ficou conhecido pelo apelido de Esfinge da Aviação.

## Biografia
Ainda em seus primeiros anos de vida, Musick mudou-se com a família para a Califórnia. Desde pequeno, começou a amar a aviação assistindo às tradicionais "air races". Aos 19 anos de idade, matriculou-se em um curso de piloto comercial, mesmo não tendo concluído os seus estudos. Nessa mesma época resolveu construir o seu próprio avião, tudo graças ao seu entusiasmo, já que ele não tinha capital suficiente para a aquisição de uma aeronave para si. O seu primeiro voo foi um total desastre, entretanto, o projeto mal sucedido não o desanimou.
Logo após o seu primeiro incidente na aviação, Edwin tornou-se um piloto de exibição, no entanto, ele não era conhecido pelo seu nome real, mas por um "nome artístico" - Daredevil Musick, em português Atrevido Musick. Diziam que ele tinha "pesadelos" com a manobra conhecida como "parafuso", tudo porque essa manobra vitimou um grande número de pilotos no início da aviação. Devido a esses fatores, Ed estudou os efeitos da já mencionada manobra; com um modelo de avião feito de papel cartão, ele realizou em teoria os possíveis comandos de voo necessários para transformar a manobra em um mergulho seguro, no entanto, esse estudo não o livrou de todo o perigo. Em 1916, na cidade de Venice, Califórnia, Ed apresentou-se em um show pirotécnico noturno como convidado, Musick que ficaria circulando com o avião junto com um ajudante que manejaria os fogos, não imaginaria o que viria a acontecer, o ajudante atrapalhou-se, e um dos rojões rompeu entre as asas, que ficou incandescente espalhando faíscas. Então, Musick "mergulhou" com o seu avião, deixando um verdadeiro rastro de fogo no ar. Todavia, os espectadores, pensando tratar-se de um show, aplaudiram a arriscada manobra. O avião caiu ao solo e a asa em chamas rompeu-se. Os tripulantes conseguiram deixar a aeronave antes da explosão.
Além de piloto, Ed também foi instrutor. Na Marinha dos Estados Unidos, serviu como instrutor durante a Primeira Grande Guerra. Logo após o término da guerra, trabalhou como piloto em várias companhias aéreas. Ed era tido como um especialista em navegação aérea, principalmente sobre o mar. Com uma reputação de um profissional de alto gabarito, trabalhou para o presidente da Pan American Airways, Juan Trippe, um dos maiores empreendedores da aviação. Nessa sua empreitada, em Miami, que à época era um dos mais movimentados terminais marítimos do mundo, Musick ajudou a implantar uma escola de voos oceânicos e selecionar pilotos para a companhia. Entretanto, ele não contentou-se em apenas selecionar tripulantes para PAA, ele mesmo cursou a escola, onde foi galardoado com o título de piloto "master".
Em 1934, fez uma visita as instalações da fábrica do engenheiro russo Igor Sikorsky, outro pioneiro da aviação, tudo para dar prosseguimento ao programa de testes do primeiro hidroavião desenhado nos EUA, chamado de "Sikorsky S-42". Foi Musick o primeiro comandante da aeronave no seus voos de teste, com ele estabeleceu oito recordes mundiais (os recordes referiam-se à categoria do avião em questão, distância, tempo de voo, velocidade e etc). Devido ao grande sucesso, a aeronave foi a escolhida para realizar o trajeto até o Caribe. O primeiro voo comercial da referida aeronave ocorreu em 16 de agosto de 1934, no trecho Miami-Rio de Janeiro sob o comando de Ed Musick.
Na época em que era o piloto-chefe da PAA, Ed dividia a atenção do público, devido a sua grande fama, com o seu "colega" Charles Lindbergh, igualmente famoso, que fora admitido na empresa alguns anos antes para o cargo de conselheiro técnico. Inclusive, os dois dividiram em algumas oportunidades o "cockpit", como nos voos do "S-42". Ambos também realizaram alguns voos de reconhecimento das rotas oceânicas e voos inaugurais igualmente das rotas oceânicas da companhia.
Em seu primeiro voo para Honolulu pilotando a aeronave China Clipper, Ed quebrou 19 recordes mundiais (os recordes referiam-se à categoria do avião em questão, distância, tempo de voo, velocidade e etc) e tornou-se capa da Revista Time.

### Primeiro voo transpacífico
Por ser um piloto habilitado a pilotar qualquer tipo de avião, Ed foi o escolhido para comandar o primeiro voo transoceânico pelo Pacífico da história, fato que o tornou no piloto comercial mais famoso de todos os tempos. O trajeto do voo foi entre a Califórnia e Manila, nas Filipinas. A aeronave partiu da base denominada "Alameda Point", perto de San Francisco em 22 de novembro de 1935. Para ter uma ideia da repercussão desse voo, no dia da partida, as rádios NBC e CBS transmitiram ao vivo os preparativos do voo que viria a ser histórico. Em 29 de novembro de 1935, após quatro escalas, a aeronave finalmente aterrissou na baía de Manila.

### A morte
Até o dia do acidente que o vitimou, Ed Musick nunca havia se envolvido em acidentes sérios, tendo abortado somente três voos em sua carreira. No dia 11 de janeiro de 1938, Ed decolou com a aeronave S-42 Samoan Clipper de Pago Pago, era tão somente mais um voo de reconhecimento, no entanto, ninguém dentro da aeronave imaginava o que viria a acontecer. Especula-se que a aeronave estava no trecho final em direção a Nova Zelândia com céu claro, estavam a bordo sete homens. Nesse instante, um operador em terra ouve o relato de Ed afirmando que havia um vazamento de óleo em um dos motores e que estaria retornando a "Pago Pago". Cerca de cinquenta minutos depois outra mensagem afirmava que a tripulação iria lançar ao mar combustível para que fosse possível o pouso em "Pago Pago", logo após, mais uma mensagem dava conta de que mais combustível fora jogado ao mar. Em seguida a essa mensagem, silêncio total. O avião caiu, não houve sobreviventes. A possível causa do acidente foi uma explosão originada pela combustão do vapor de gasolina causada pelos motores dos flaps. Tudo porque, o vapor do combustível que fora jogado ao mar teria provavelmente se concentrado no ponto de união das asas e a quilha, onde encontra-se os motores dos flaps. Especula-se que quando o comandante Ed moveu os flaps preparando-se para o pouso, a aeronave explodiu.

### Consequências do acidente
O que poderia ser mais um acidente na aviação mundial, tornou-se em um dos momentos de maior alvoroço dentro da aviação comercial. A Pan American Airways foi proibida de realizar voos para Pago Pago. Por se tratar de uma tragédia envolvendo uma pessoa famosa à época, o acidente estampou as páginas de jornais pelo mundo afora. Houve até uma certa comoção nos EUA, sucedendo-se protestos contrários aos voos transoceânicos. Entretanto, o dono da empresa, Juan Trippe, ignorou todas as críticas e continuou com suas metas de crescimento para a empresa. Provando sua fama, foi construído na Nova Zelândia um memorial em sua homenagem. Foi também instituído pelo governo municipal de Auckland o "Troféu Edwin C. Musick", tudo para premiar os pioneiros no progresso da segurança na aviação.

## Curiosidades
- Em certa ocasião, quando comandava um Sikorsky S-40, no voo entre Havana e Miami, Edwin foi surpreendido pela presença inesperada a bordo de um passageiro embriagado, portando uma faca e aos berros dizendo que ia matar a todos, provocou uma grande celeuma. O comandante passou o posto ao copiloto, agarrou então uma pistola e correu para a parte de trás do avião, quando os dois estavam frente a frente, a aeronave deu uma balançada e aproveitando o desequilíbrio do passageiro alterado, Musick deu-lhe um soco, logo após ser dominado, o causador de toda a algazarra foi trancado no banheiro.
- Ed Musick era tímido, um Homem de poucas palavras; Uma história que retrata bem essa sua tendência é que em seu primeiro voo para Honolulu, algumas agências de notícias pediram-lhe suas impressões do voo, uma sugestão foi para dizer algo sobre o pôr-do-sol, e ele disse; "Pôr-do-sol, 6h39".
- Ed não era somente piloto, durante um período ele acumulou a função de gerente de operações em Alameda, San Francisco.

## Prêmio
- Troféu Harmon (1935) - Por seu trabalho pioneiro na aviação

## Fonte
- Biografia do Cap. Edwin C. Musick;